# Zeitun Films
Zeitun Films és una productora cinematogràfica gallega creada a La Corunya i fundada el 2009. La productora treballa en producció cinematogràfica, producció televisiva, esdeveniments musicals i arts escèniques. Des de la seva fundació, s'han produït els llargmetratges: Todos vós sodes capitáns (2010), Arraianos (2012), O quinto evanxeo de Gaspar Hauser (2013), Costa da Morte (2013), Mimosas (2016) i Lúa vermella (2020).

## Filmografia

### Llargmetratges
- Todos vós sodes capitáns (2010)
- Arraianos (2012)
- O quinto evanxeo de Gaspar Hauser (2013)
- Costa da Morte (2013)
- Mimosas (2016)
- Lúa vermella (2020)[3]